# Unwind
Unwind is het debuutalbum van de Nederlandse zanger, pianist en gitarist VanVelzen.

## Tracklist
1. Unwind
2. Baby Get Higher
3. Burn
4. Waiting For The End
5. I'll Stand Tall
6. Rise
7. Deep
8. When Summer Ends
9. Chasing The Sun
10. Fool For Life
11. Shine A Little Light
12. Someday
13. One Angry Dwarf (Bonustrack)

## Prijzen
- 27 oktober 2007 ontving VanVelzen voor het album een TMF-award voor 'beste album'. Hiermee versloeg hij Krezip met Plug It In, Tiesto met Elements Of Life en Within Temptation met The Heart Of Everything.
- Op 16 februari 2008, tijdens de backstage uitzending van Idols ontving VanVelzen uit handen van presentator Martijn Krabbé de gouden plaat, omdat het album meer dan 30.000 keer werd verkocht.
- Op 16 januari 2009, tijdens de uitzending van De Wereld Draait Door maakte VanVelzen bekend dat het album platina was geworden.

## Hitnotering
| "Unwind" in de Nederlandse Album Top 100 - binnen: 24-03-2007 | "Unwind" in de Nederlandse Album Top 100 - binnen: 24-03-2007 | "Unwind" in de Nederlandse Album Top 100 - binnen: 24-03-2007 | "Unwind" in de Nederlandse Album Top 100 - binnen: 24-03-2007 | "Unwind" in de Nederlandse Album Top 100 - binnen: 24-03-2007 | "Unwind" in de Nederlandse Album Top 100 - binnen: 24-03-2007 | "Unwind" in de Nederlandse Album Top 100 - binnen: 24-03-2007 | "Unwind" in de Nederlandse Album Top 100 - binnen: 24-03-2007 | "Unwind" in de Nederlandse Album Top 100 - binnen: 24-03-2007 | "Unwind" in de Nederlandse Album Top 100 - binnen: 24-03-2007 | "Unwind" in de Nederlandse Album Top 100 - binnen: 24-03-2007 | "Unwind" in de Nederlandse Album Top 100 - binnen: 24-03-2007 | "Unwind" in de Nederlandse Album Top 100 - binnen: 24-03-2007 | "Unwind" in de Nederlandse Album Top 100 - binnen: 24-03-2007 | "Unwind" in de Nederlandse Album Top 100 - binnen: 24-03-2007 | "Unwind" in de Nederlandse Album Top 100 - binnen: 24-03-2007 | "Unwind" in de Nederlandse Album Top 100 - binnen: 24-03-2007 | "Unwind" in de Nederlandse Album Top 100 - binnen: 24-03-2007 | "Unwind" in de Nederlandse Album Top 100 - binnen: 24-03-2007 | "Unwind" in de Nederlandse Album Top 100 - binnen: 24-03-2007 | "Unwind" in de Nederlandse Album Top 100 - binnen: 24-03-2007 | "Unwind" in de Nederlandse Album Top 100 - binnen: 24-03-2007 | "Unwind" in de Nederlandse Album Top 100 - binnen: 24-03-2007 | "Unwind" in de Nederlandse Album Top 100 - binnen: 24-03-2007 | "Unwind" in de Nederlandse Album Top 100 - binnen: 24-03-2007 | "Unwind" in de Nederlandse Album Top 100 - binnen: 24-03-2007 | "Unwind" in de Nederlandse Album Top 100 - binnen: 24-03-2007 | "Unwind" in de Nederlandse Album Top 100 - binnen: 24-03-2007 | "Unwind" in de Nederlandse Album Top 100 - binnen: 24-03-2007 | "Unwind" in de Nederlandse Album Top 100 - binnen: 24-03-2007 | "Unwind" in de Nederlandse Album Top 100 - binnen: 24-03-2007 | "Unwind" in de Nederlandse Album Top 100 - binnen: 24-03-2007 |
| Week                                                          | 01                                                            | 02                                                            | 03                                                            | 04                                                            | 05                                                            | 06                                                            | 07                                                            | 08                                                            | 09                                                            | 10                                                            | 11                                                            | 12                                                            | 13                                                            | 14                                                            | 15                                                            | 16                                                            | 17                                                            | 18                                                            | 19                                                            | 20                                                            | 21                                                            | 22                                                            | 23                                                            | 24                                                            | 25                                                            | 26                                                            | 27                                                            | 28                                                            |                                                               | 29                                                            | 30                                                            |
| ------------------------------------------------------------- | ------------------------------------------------------------- | ------------------------------------------------------------- | ------------------------------------------------------------- | ------------------------------------------------------------- | ------------------------------------------------------------- | ------------------------------------------------------------- | ------------------------------------------------------------- | ------------------------------------------------------------- | ------------------------------------------------------------- | ------------------------------------------------------------- | ------------------------------------------------------------- | ------------------------------------------------------------- | ------------------------------------------------------------- | ------------------------------------------------------------- | ------------------------------------------------------------- | ------------------------------------------------------------- | ------------------------------------------------------------- | ------------------------------------------------------------- | ------------------------------------------------------------- | ------------------------------------------------------------- | ------------------------------------------------------------- | ------------------------------------------------------------- | ------------------------------------------------------------- | ------------------------------------------------------------- | ------------------------------------------------------------- | ------------------------------------------------------------- | ------------------------------------------------------------- | ------------------------------------------------------------- | ------------------------------------------------------------- | ------------------------------------------------------------- | ------------------------------------------------------------- |
| Nummer                                                        | 1                                                             | 6                                                             | 2                                                             | 10                                                            | 11                                                            | 16                                                            | 13                                                            | 13                                                            | 21                                                            | 26                                                            | 23                                                            | 25                                                            | 31                                                            | 37                                                            | 43                                                            | 46                                                            | 41                                                            | 37                                                            | 30                                                            | 36                                                            | 41                                                            | 38                                                            | 47                                                            | 43                                                            | 40                                                            | 76                                                            | 79                                                            | 90                                                            | uit                                                           | 91                                                            | 85                                                            |
| Week                                                          |                                                               | 31                                                            |                                                               | 32                                                            | 33                                                            | 34                                                            | 35                                                            | 36                                                            | 37                                                            | 38                                                            | 39                                                            | 40                                                            | 41                                                            | 42                                                            |                                                               | 43                                                            | 44                                                            | 45                                                            | 46                                                            | 47                                                            | 48                                                            | 49                                                            | 50                                                            | 51                                                            | 52                                                            | 53                                                            | 54                                                            | 55                                                            | 56                                                            | 57                                                            |                                                               |
| Nummer                                                        | uit                                                           | 75                                                            | uit                                                           | 99                                                            | 62                                                            | 49                                                            | 10                                                            | 36                                                            | 42                                                            | 50                                                            | 56                                                            | 48                                                            | 38                                                            | 30                                                            | uit                                                           | 30                                                            | 30                                                            | 27                                                            | 44                                                            | 69                                                            | 40                                                            | 58                                                            | 65                                                            | 39                                                            | 46                                                            | 66                                                            | 77                                                            | 84                                                            | 81                                                            | 85                                                            | uit                                                           |